# Torneo de Tokio 2012
El Rakuten Japan Open Tennis Championships 2012 fue un torneo de tenis perteneciente a la ATP en la categoría de ATP World Tour 500. Este evento se llevó a cabo en el Ariake Coliseum ubicado en la ciudad de Tokio, Japón, del 1 de octubre al 7 de octubre de 2012 sobre canchas duras.

## Cabezas de serie
| Tenista            | Ranking | Preclasificado |
| Andy Murray        | 3       | 1              |
| Tomáš Berdych      | 6       | 2              |
| Janko Tipsarević   | 9       | 3              |
| Juan Mónaco        | 11      | 4              |
| Nicolás Almagro    | 12      | 5              |
| Miloš Raonić       | 15      | 6              |
| Stanislas Wawrinka | 16      | 7              |
| Kei Nishikori      | 17      | 8              |

- Los cabezas de serie están basados en el ranking ATP del 24 de septiembre de 2012.

## Campeones

### Individual Masculino
Kei Nishikori venció a  Miloš Raonić 7-6(5), 3-6, 6-0.

### Dobles masculinos
Alexander Peya  /  Bruno Soares vencieron a  Leander Paes  /  Radek Štěpánek por 6-3, 7-6(5).